# Anna Pinnock
Anna Pinnock (1961) è una scenografa britannica, vincitrice del Premio Oscar alla miglior scenografia per Grand Budapest Hotel. 

## Biografia
Anna Pinnock ha lavorato a lavorare come scenografa nel 1988 con Hellbound: Hellraiser II - Prigionieri dell'Inferno di Tony Randel. Durante la sua carriera ha lavorato con Danny Boyle, James Ivory, Ang Lee, Wes Anderson e Steven Spielberg, oltre ad aver contribuito a tre film della saga di James Bond, ovvero Quantum of Solace, Skyfall e Spectre. Nel 2015 ha vinto il Premio Oscar e il Premio BAFTA alla miglior scenografia per Grand Budapest Hotel.

## Filmografia

### Cinema
- Hellbound: Hellraiser II - Prigionieri dell'Inferno (Hellbound: Hellraiser II), regia di Tony Randel (1988)
- Dealers, regia di Colin Bucksey (1989)
- The Krays - I corvi (The Krays), regia di Peter Medak (1990)
- Waterland - Memorie d'amore (Waterland), regia di Stephen Gyllenhaal (1992)
- Le cinque vite di Hector (Being Human), regia di Bill Forsyth (1994)
- Scacco matto (Uncovered), regia di Jim McBride (1994)
- Quattro matrimoni e un funerale (Four Weddings and a Funeral), regia di Mike Newell (1994)
- Corsari (Cutthroat Island), regia di Renny Harlin (1995)
- Restoration - Il peccato e il castigo (Restoration), regia di Michael Hoffman (1995)
- Il vento nei salici (The Wind in the Willows), regia di Terry Jones (1996)
- Il quinto elemento (The Fifth Element), regia di Luc Besson (1997)
- Lost in Space - Perduti nello spazio (Lost in Space), regia di Stephen Hopkins (1998)
- Entrapment, regia di Jon Amiel (1999)
- The Beach, regia di Danny Boyle (2000)
- The Golden Bowl, regia di James Ivory (2000)
- Rapimento e riscatto (Proof of Life), regia di Taylor Hackford (2000)
- Rapimento e riscatto (Proof of Life), regia di Taylor Hackford (2000)
- Gosford Park, regia di Robert Altman (2001)
- The Reckoning - Percorsi criminali (The Reckoning), regia di Paul McGuigan (2002)
- Van Helsing, regia di Stephen Sommers (2004)
- Troy, regia di Wolfgang Petersen (2004)
- Sahara, regia di Breck Eisner (2005)
- Casanova, regia di Lasse Hallström (2005)
- Complicità e sospetti (Breaking and Entering), regia di Anthony Minghella (2006)
- L'amore non va in vacanza (The Holiday), regia di Nancy Meyers (2006)
- La bussola d'oro (The Golden Compass), regia di Chris Weitz (2007)
- Quantum of Solace, regia di Marc Forster (2008)
- Scontro tra titani (Clash of the Titans), regia di Louis Leterrier (2010)
- The Tourist, regia di Florian Henckel von Donnersmarck (2010)
- Vita di Pi (Life of Pi), regia di Ang Lee (2012)
- Skyfall, regia di Sam Mendes (2012)
- Grand Budapest Hotel (The Grand Budapest Hotel), regia di Wes Anderson (2014)
- Into the Woods, regia di Rob Marshall (2014)
- Spectre, regia di Sam Mendes (2015)
- The Legend of Tarzan, regia di David Yates (2016)
- Animali fantastici e dove trovarli (Fantastic Beasts and Where to Find Them), regia di David Yates (2016)
- Ready Player One, regia di Steven Spielberg (2018)
- Animali fantastici - I crimini di Grindelwald (Fantastic Beasts: The Crimes of Grindelwald), regia di David Yates (2018)
- Tenet, regia di Christopher Nolan (2020)
- Animali fantastici - I segreti di Silente (Fantastic Beasts: The Secrets of Dumbledore), regia di David Yates (2022)
- Indiana Jones e il quadrante del destino (Indiana Jones and the Dial of Destiny), regia di James Mangold (2023)
- Blitz, regia di Steve McQueen (2024)
- La trama fenicia (The Phoenician Scheme), regia di Wes Anderson (2025)

### Televisione
- Leave to Remain, regia di Les Blair (1988)
- Affari di cuore (Foreign Affairs), regia di Jim O'Brien (1993)
- The Mill on the Floss, regia di Graham Theakston (1997)
- Catch-22 - miniserie TV, 6 episodi (2019)

### Cortometraggi
- La meravigliosa storia di Henry Sugar (The Wonderful Story of Henry Sugar), regia di Wes Anderson (2023)
- Il derattizzatore (The Rat Catcher), regia di Wes Anderson (2023)
- Veleno (Poison), regia di Wes Anderson (2023)

## Riconoscimenti
- Premio Oscar
  - 2002 - Candidatura alla miglior scenografia per Gosford Park
  - 2008 - Candidatura alla miglior scenografia per La bussola d'oro
  - 2013 - Candidatura alla miglior scenografia per Vita di Pi
  - 2015 - Miglior scenografia per Grand Budapest Hotel
  - 2015 - Candidatura alla miglior scenografia per Into the Woods
  - 2017 - Candidatura alla miglior scenografia per Animali fantastici e dove trovarli
- Premi BAFTA
  - 2013 - Candidatura alla miglior scenografia per Skyfall
  - 2013 - Candidatura alla miglior scenografia per Vita di Pi
  - 2015 - Miglior scenografia per Grand Budapest Hotel
  - 2017 - Miglior scenografia per Animali fantastici e dove trovarli
  - 2019 - Candidatura alla miglior scenografia per Animali fantastici - I crimini di Grindelwald
- Critics' Choice Awards
  - 2013 - Candidatura alla miglior scenografia per Vita di Pi
  - 2015 - Miglior scenografia per Grand Budapest Hotel
  - 2015 - Candidatura alla miglior scenografia per Into the Woods
  - 2016 - Candidatura alla miglior scenografia per Animali fantastici e dove trovarli